# Esodo palestinese del 1948

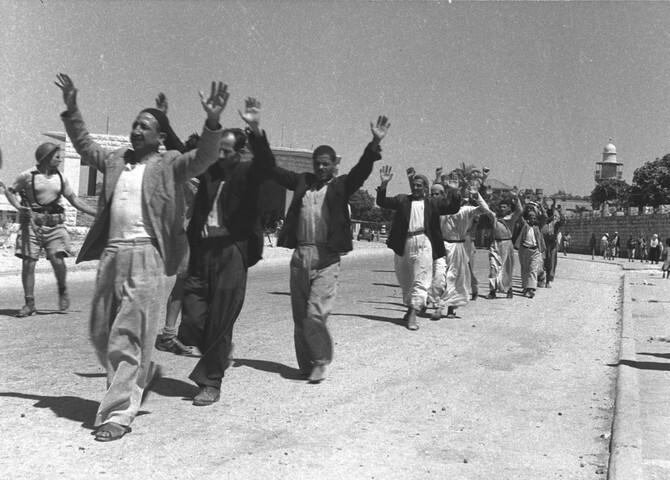
Palestinesi detenuti durante l'espulsione da Ramle, luglio 1948

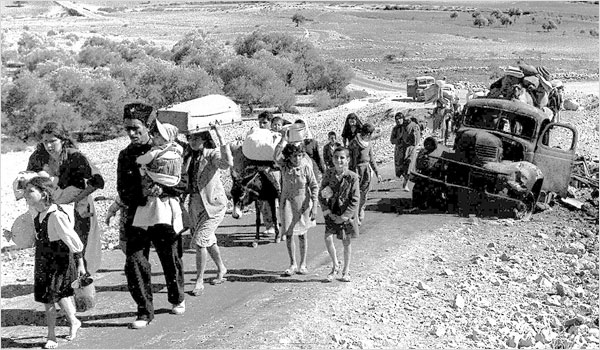
Rifugiati palestinesi durante l'esodo del 1948.

L'esodo palestinese del 1948 (in arabo الهجرة الفلسطينية‎?, al-Hijra al-Filasṭīniyya), conosciuto soprattutto nel mondo arabo, e fra i palestinesi in particolare, come Nakba (in arabo النكبة‎?, al-Nakba, letteralmente "disastro", "catastrofe", o "cataclisma"), è l'esodo forzato della popolazione araba palestinese durante la guerra civile del 1947-48, al termine del mandato britannico, e durante la guerra arabo-israeliana del 1948, dopo la fondazione dello Stato di Israele. Nakba è il nome assegnato a questo evento dalla storiografia, non solo araba.
Durante tale conflitto, più di 700.000 arabi palestinesi abbandonarono città e villaggi o ne furono espulsi, e, successivamente, si videro rifiutare ogni loro diritto al ritorno nelle proprie terre, sia durante sia al termine del conflitto.
La proporzione fra i palestinesi che erano fuggiti o che furono cacciati, le cause e le responsabilità dell'esodo, il suo carattere accidentale o intenzionale, come pure il diniego, dopo la cessazione dei combattimenti, del diritto al ritorno degli abitanti arabo-palestinesi (musulmani e cristiani), sono un soggetto fortemente dibattuto sia da parte degli studiosi della questione israelo-palestinese, sia da parte degli storici specialisti degli eventi di tale periodo.
Questo esodo è anche all'origine del successivo problema dei rifugiati palestinesi, che costituisce uno dei contenziosi più difficili da risolvere del più ampio conflitto arabo-israeliano e del conflitto israelo-palestinese. I rifugiati palestinesi e i loro discendenti registrati dall'UNRWA erano 5.149.742 nel 2015, distribuiti in Giordania, Striscia di Gaza, Cisgiordania, Siria e Libano; di questi molti risiedevano nei campi-profughi palestinesi.

## Contesto

### Sionismo, panarabismo e nazionalismi

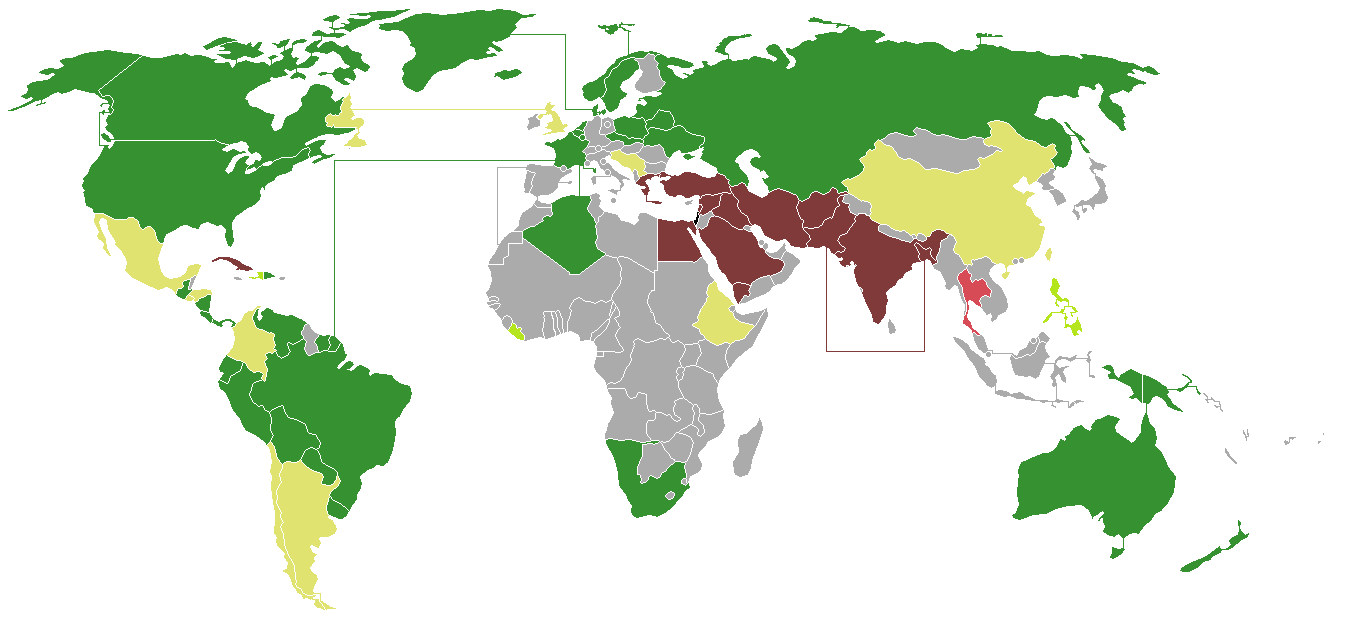
In rosso bordeaux, i Paesi che hanno votato contro il Piano di partizione della Palestina, in verde, quelli che hanno votato a favore e, in giallo, i Paesi che non hanno preso parte alla votazione. Si noterà come il mondo arabo e islamico abbia votato compattamente contro il Piano.

Storicamente, il conflitto s'inserisce nel quadro d'un antagonismo crescente fra l'Yishuv e la comunità araba di Palestina. A partire dal 1920 e dall'assunzione del controllo della Palestina da parte dei britannici, la regione conobbe una crescente immigrazione di ebrei che ambivano a fondare uno Stato ebraico in Palestina. Come risposta, i dirigenti arabi si riconobbero negli ideali del nazionalismo o del panarabismo e condussero un'opposizione sempre più decisa, marcata dai moti del 1920 e del 1929. Furono due tipi di società (una principalmente industriale e l'altra principalmente agricola e pastorale), due culture (l'una immersa da secoli nella storia dell'Occidente europeo e l'altra informata alla cultura dell'Islam turco-arabo) e due nazionalismi inconciliabili che si confrontarono parimenti con l'occupante britannico.
L'opposizione araba culmina nella Grande rivolta del 1936-1939. Condotta dai nazionalisti palestinesi, essa si opponeva sia al Sionismo, sia alla presenza britannica in Palestina e ai politici che si richiamavano a un nazionalismo panarabo. La repressione britannica era stata sanguinosa e la reazione delle organizzazioni sioniste non meno violenta. Alla fine della Grande Rivolta Araba, i nazionalisti arabi palestinesi avevano tuttavia ottenuto dai britannici un drastico contenimento dell'immigrazione ebraica, tradotta nel Libro bianco del 1939. Ma le conseguenze furono pesanti. La rivolta aveva fatto quasi 5.000 morti dalla parte araba e 500 dalla parte ebraica. Le differenti organizzazioni paramilitari sioniste si rafforzarono e la maggior parte dei componenti dell'élite politica araba palestinese fu arrestata e costretta all'esilio. Fra essi, il capo del Supremo Comitato Arabo, Hājjī Amīn al-Ḥusaynī si rifugiò nella Germania nazista dove cercherà appoggi per la sua causa.
Dopo la seconda guerra mondiale, in seguito alla Shoah e al problema dei profughi in Europa, il movimento sionista attirò le simpatie dell'Occidente. In Palestina, i gruppi paramilitari della destra sionista, l'Irgun e il Lehi, condussero per parte loro una campagna di violenze contro l'"occupazione" britannica. I nazionalisti arabi palestinesi si organizzarono ma rimasero molto in ritardo rispetto all'elemento ebraico. Tuttavia, l'indebolimento delle potenze coloniali rinforzò le potenze arabe e la Lega Araba, recentemente creata, riprese le rivendicazioni nazionalistiche palestinesi e fece loro da portavoce.
La diplomazia non riuscì a conciliare i due opposti punti di vista. Nel febbraio 1947, i britannici annunciarono che avrebbero rinunciato al loro mandato sulla Palestina. Il 29 novembre 1947 l'Assemblea generale delle Nazioni Unite votò un Piano di partizione della Palestina, con l'appoggio delle grandi potenze ma senza il sostegno del Regno Unito e contro l'insieme dei Paesi arabi e musulmani.

### La guerra di Palestina del 1948
L'indomani del voto, la guerra civile del 1947-1948 nella Palestina mandataria scoppiò fra la comunità ebraica e la comunità araba di Palestina. Il 15 maggio, dopo il ritiro britannico, la guerra civile si trasformò in una guerra fra Israele e gli Stati arabi vicini.
Fu durante questo conflitto che si produsse l'esodo palestinese. Gli avvenimenti relativi alla guerra, importanti per la comprensione, sono presentati nel loro sviluppo cronologico e in parallelo con le differenti tappe dell'esodo.

### Le controversie sul contesto
Fare una sintesi dei principali elementi del contesto che permetta una lettura chiara e obiettiva degli avvenimenti legati all'esodo non è semplice, dal momento che la polemica fra storici è tuttora assai intensa, fra chi privilegia le ragioni palestinesi e chi privilegia invece le ragioni ebraiche, senza che la maggioranza degli storici sia spesso disposta a dare una lettura equanime delle spinte morali e sociali che portarono le due parti a confliggere duramente fin dai primi decenni del XX secolo.
Lo storico israeliano Benny Morris - che appartiene per molti versi alla corrente che viene definita Nuova storiografia israeliana o postsionista, e che da essa ha però successivamente preso di fatto le distanze, operando una certa revisione di quanto inizialmente da lui stesso scritto e dato alle stampe - considera che l'esodo palestinese sia stato pressoché «inevitabile». Egli ricorda le cause contestuali seguenti: l'intrico geografico delle popolazioni ebraica e araba palestinese; la storia del loro antagonismo dal 1917; la ripulsa delle due parti di qualsiasi soluzione binazionale; la profondità dell'animosità degli arabi palestinesi verso gli ebrei e la loro paura di essere sottomessi all'autorità sionista; le debolezze strutturali della società araba palestinese (disorganizzata, senza coesione sociale, senza leader, senza struttura nazionale, senza aspirazioni nazionalistiche condivise, ...) al contrario dell'Yishuv.
Morris ha ugualmente sviluppato una tesi secondo cui un aspetto fondamentale del contesto dell'esodo palestinese è l'idea del "trasferimento" nel pensiero sionista. Egli considera che gli eventi dell'epoca devono essere letti guardando allo spirito che uno Stato ebraico vitale non potesse veder la luce e sopravvivere con una minoranza araba troppo consistente e che dunque il suo "trasferimento" fuori dallo Stato fosse indispensabile. Tuttavia Morris insiste che, secondo i suoi lavori, se il sostegno delle autorità sioniste all'idea del trasferimento è «incontestabile», le connessioni fra tale sostegno e ciò che si è realmente prodotto durante la guerra sono assai più tenui di quanto i propagandisti arabi non lascino credere».
Negli elementi essenziali per capire il contesto, egli aggiunge «che non si può sottolineare troppo che gli eventi (...) [legati] all'esodo arabo palestinese si produssero in periodo di guerra (...) ». Egli si spinge oltre e insiste sia nell'introduzione del suo lavoro, sia nella sua conclusione, su un aspetto contestuale controverso: «la paura dell'Yishuv che i palestinesi e gli Stati arabi, se gliene fosse stata data l'occasione, avessero l'intenzione di riprodurre una versione dell'Olocausto a dimensione vicinoorientale e che «l'invasione di metà maggio 1948 minacciava l'Yishuv di estinzione»,, cosa che avrebbe influenzato certe decisioni delle autorità ebraiche.
Tale contesto è contestato da altri storici postsionisti quali Ilan Pappé e Avi Shlaim, così come dagli storici palestinesi, fra cui ad esempio Walid Khalidi e Nur Masalha. Essi considerano che il secondo punto è inesatto e che la comunità ebraica non ha mai dovuto confrontarsi con un concreto rischio di sterminio, poiché le forze paramilitari ebraiche, vale a dire l'Haganah, disponevano di un'incontestabile superiorità militare. Secondo loro, del pari, Morris non si spinge molto lontano nello sviluppo della sua tesi concernente il "trasferimento". Ben oltre un semplice abbozzo d'idea, essi credono invece che l'idea del trasferimento sia stata in realtà un pilastro nell'ideologia sionista.
Altre critiche vanno in direzione diametralmente opposta. Secondo Shabtai Teveth, un biografo di David Ben Gurion, come anche la storica israeliana Anita Shapira, Ben Gurion non ha mai appoggiato l'idea del trasferimento. Efraim Karsh condivide questo punto di vista e considera che il lavoro di Morris non sia stato onesto su tale soggetto. A livello di contesto, egli insiste piuttosto sulla realtà del pericolo di sterminio col quale si sarebbe dovuto confrontare l'Yishuv e sul fatto che si trattava innanzi tutto di una guerra e che gli esodi sono tipici di ogni guerra.
Lo storico israeliano Yoav Gelber considera che sia anche importante tener conto che si trattava di una guerra e sottolinea la fragilità della società palestinese, incapace di fronteggiarla. Tuttavia egli non fa alcun riferimento pro o contro l'idea di trasferimento. Egli critica ugualmente i Nuovi Storici che, secondo lui, nelle loro tesi argomentano astrattamente le relazioni conflittuali che hanno caratterizzato i rapporti fra sionisti e arabi prima del 1948.

## Cronologia degli avvenimenti
La struttura con la quale i fatti si sono presentati varia del pari a seconda dei punti di vista degli storici.
Benny Morris distingue quattro ondate di rifugiati alle quali egli attribuisce differenti cause. Ilan Pappé analizza i fatti in due fasi : la prima coincide con quella di Morris ed egli ingloba le altre tre in una sola e unica fase. Anche Yoav Gelber utilizza solo riferirsi a due fasi ma differenti da quelle di Pappé: la prima coincide globalmente con le due prime fasi di Morris e la seconda con le due ultime. La maggior parte dei commentatori parla di rifugiati palestinesi e inglobano il tutto in una sola problematica.
Non v'è comunque alcuna differenza di opinioni circa il contenuto vero e proprio di queste fasi.

### Prima ondata (dicembre 1947 - marzo 1948)

#### Crescita della violenza
Dall'indomani del voto del Piano di partizione all'ONU, le esplosioni di gioia nella comunità ebraica sono controbilanciate dall'espressione di malcontento in seno alla comunità araba palestinese. Rapidamente la violenza monta e si allarga: attentati, rappresaglie fanno decine di morti senza che qualcuno riesca a controllare e a metter fine a tutto ciò.
Per il periodo di dicembre 1947 e gennaio 1948, si contano circa 1000 morti e 2000 feriti. A fine marzo 1948, un rapporto parla di più di 2000 morti e 4000 feriti.
Da gennaio, sotto l'occhio indifferente delle autorità britanniche, le operazioni assumono un andamento più militare con l'ingresso nella Palestina mandataria di numerosi reggimenti dell'Esercito Arabo di Liberazione che si dislocano nelle differenti città costiere e rinforzano la Galilea e la Samaria. ʿAbd al-Qādir al-Ḥusaynī giunge anch'egli, alla testa di diverse centinaia di uomini dell'Esercito del Sacro Jihad e, dopo aver reclutato varie migliaia di altri volontari, organizza il blocco di Gerusalemme, dove scoppiano violenti combattimenti.
Mentre la popolazione ebraica ha ricevuto rigide disposizioni che le impongono di rimanere a tutti i costi sul territorio che occupano, la popolazione araba è maggiormente sottomessa alla situazione d'insicurezza che conosce il Paese.

#### L'esodo delle classi superiori
«Il panico s'allarga nelle classi agiate arabe e si assiste a un esodo regolare da parti di quanti possono permettersi di abbandonare il Paese».
Da dicembre 1947 a gennaio 1948, sono 70.000 arabi all'incirca che fuggono l'insicurezza crescente e gli agglomerati urbani. A fine marzo 1948, il totale dei rifugiati salirà a 100.000 persone circa.
Costoro costituiscono la prima ondata, quella principalmente mossasi volontariamente, di rifugiati palestinesi del conflitto. I combattimenti fra ebrei e arabi sono solo un aspetto della questione. Il caos che si genera a seguito dell'abbandono graduale dei pubblici servizi, dell'insicurezza e della scomparsa dello Stato di diritto, come conseguenza dell'abbandono britannico della Palestina, non fanno che peggiorare le cose. La fuga delle classi medie e superiori comporta la chiusura delle scuole, degli ospedali, delle cliniche, dei commerci… e genera disoccupazione e impoverimento. Secondo Gelber, questa ondata è alla base, insieme alla partenza dei britannici, dello sgretolamento della struttura sociale palestinese, che preannuncia la seconda ondata di rifugiati.
Fra costoro si trovano principalmente i componenti delle classi medie e superiori, fra cui la maggior parte delle famiglie dei rappresentanti del Supremo Comitato Arabo o dei dirigenti locali. Partono ugualmente gli arabi stranieri insediati in Palestina. Tramite i porti di Haifa e di Giaffa, o l'aeroporto di Lidda, tutte queste famiglie vanno a insediarsi nelle capitali arabe vicine. Esse sperano del pari di tornare, una volta terminate le ostilità, com'era già stato il caso della Grande rivolta araba degli anni 1936-1939., 

#### Esodo rurale
Tali cifre sono tuttavia troppo imponenti per riguardare unicamente gli arabi stranieri e i ricchi palestinesi. Occorre aggiungervi i fallahin che erano emigrati dai loro villaggi vicini e che non s'erano ancora insediati stabilmente, come pure gli abitanti di certi villaggi situati nella zona attribuita alla comunità ebraica dal Piano di partizione della Palestina.
La partenza comincia a dicembre in qualche villaggio, per diventare costante a gennaio e febbraio, benché essa sia caratterizzata da deboli aliquote di partenti. In marzo, in certe località come a nord di Tel Aviv, essa si trasforma in un vero esodo. La maggior parte del tempo, l'emigrazione è confinata alle zone adiacenti ai principali centri ebraici di concentrazione.
Le cause sono gli attacchi di rappresaglia dell'Haganah (e in minor misura dell'Irgun e del Lehi) o la paura di tali attacchi. Gli ordini delle autorità (l'Esercito Arabo di Liberazione) d'evacuare alcuni villaggi contribuiscono ugualmente alle partenze. Numerose comunità sono anche circondate ed espulse dalle unità dell'Haganah, benché la politica dell'Haganah sia - secondo Morris - di non dar corso a espulsioni. Intimidazioni provenienti dalle truppe dell'Irgun, come da irregolari arabi, affrettano varie partenze.
Durante questo periodo, l'esodo rurale si produce principalmente lungo la pianura costiera. Concerne particolarmente i beduini, di cui numerose decine di accampamenti sono evacuati,, al pari di numerosi villaggi.
In febbraio, Yossef Weiz, una personalità controversa, prende iniziative con i poteri locali militari e civili nella valle di Beissan per favorire l'espulsione di beduini che occupano terre di proprietà ebraica. A fine marzo, fa pressione su Israel Galili e David Ben Gurion per implementare una politica nazionale d'espulsione sul territorio attribuito agli ebrei dal Piano di partizione, ma le sue proposte sono respinte.

#### Espulsioni

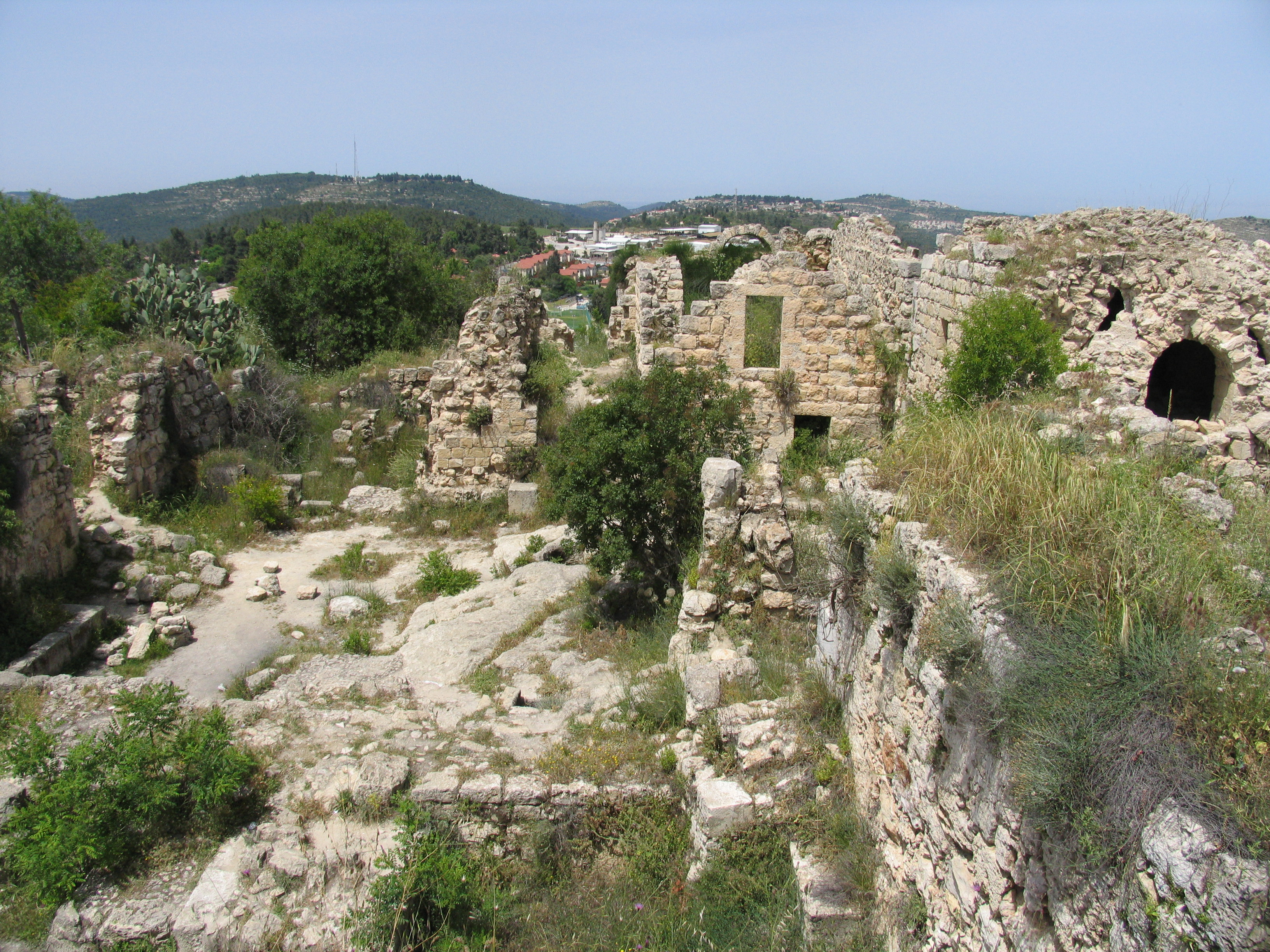
Rovine del villaggio palestinese di Suba, presso Gerusalemme, visto dal kibbutz Zova.

Durante questo periodo, secondo Morris, una sola espulsione fu autorizzata. Il 31 dicembre, a seguito di un attacco del Lehi che aveva causato 2 morti e 8 feriti, gli abitanti di Qisarya (Cesarea) a sud di Haifa abbandonano il villaggio. L'Haganah decide allora di occupare il sito (le cui terre sono di proprietà ebraica e della Chiesa ortodossa). Nondimeno, i comandanti temono di essere cacciati dai britannici e chiedono l'autorizzazione di radere al suolo il villaggio. Yitzhak Rabin, capo locale delle Operazioni del Palmach, si oppone ma il suo parere non è seguito dal Comando. Il 20 febbraio, il 4º Battaglione del Palmach demolisce le case dopo che i 20 ultimi abitanti del villaggio sono stati evacuati. Nel 1947, il villaggio contava più d'un migliaio di abitanti.

#### Sintesi
Vi sono controversie sull'analisi degli avvenimenti che spinsero i palestinesi alla prima ondata di esodo. Gli storici descrivono tutti un esodo principalmente non "volontario" degli arabi palestinesi.
Sono dunque circa 100.000 arabi palestinesi, principalmente membri delle classi agiate degli agglomerati urbani e un piccolo numero di fellahin a fuggire di loro iniziativa fra il dicembre 1947 e il marzo 1948.
Gelber fornisce le cause seguenti per spiegare tale esodo "volontario": deterioramento delle condizioni generali di vita (p. 76), terrore provocato dagli attacchi dell'Haganah, dell'Irgun e del Lehi (p. 77), presenza di bande arabe non controllate che genera un'atmosfera di non-diritto (p. 77), cattivo esempio fornito dai dirigenti arabi (p. 77), paura di rappresaglie dell'Haganah come conseguenza di tali attacchi di organizzazioni paramilitari arabe (p. 78), fuga di fronte ai combattimenti (p. 78), fatto che i civili sono presi a bersaglio dai belligeranti (p. 79), situazione economica difficile (p. 79), effetto della propaganda dell'Haganah (p. 80), evacuazione di certi villaggi per opera dell'Esercito Arabo di Liberazione (p. 80) ed espulsione degli abitanti da Cesarea (p. 80).

### Seconda ondata (aprile - giugno 1948)

#### Offensiva dell'Haganah
All'inizio di aprile, l'Haganah che era fino ad allora rimasta in secondo piano, passa all'offensiva e gli eserciti arabi dei Paesi confinanti entrano in guerra il 15 maggio. Questi eventi sono accompagnati da un esodo massiccio di 250.000-300.000 palestinesi, ossia tra il 35% e il 45% del totale della guerra.
È generalmente a questa ondata che si fa riferimento quando si parla di esodo palestinese del 1948. Essa fu anche la più descritta dai media e largamente trasmessa dalla stampa scritta e parlata dell'epoca.

### La "pulizia" delle frontiere (novembre 1948 - 1950)
Dopo la guerra e fino al 1950, l'esercito israeliano «pulisce» le sue frontiere operando ai danni di diversi villaggi arabi, con la conseguenza dell'espulsione di un numero oscillante fra i 30 e i 40.000 civili palestinesi.

### L'esodo in Giordania e l'espulsione
Nel 1948 l'ONU propose una ripartizione territoriale che fu accettata solo da Re ʿAbd Allāh di Transgiordania, che ottenne così la Cisgiordania ed una parte di Gerusalemme. La Transgiordania fu ribattezzata Giordania e parte dei palestinesi ottennero la cittadinanza.
Ma con la "Naksa" l'ulteriore esodo di profughi palestinesi dovuto alla fuga dai territori occupati da Israele nel 1967 con la guerra dei sei giorni, si rifugiarono nel paese circa 750.000 palestinesi.
Il conflitto aveva aumentato il potere dei guerriglieri palestinesi di Al Fatah, che dai territori giordani lanciavano attacchi ai confini israeliani, e divennero uno stato nello stato. Questo portò re Husayn nel settembre 1970 ad attaccare i palestinesi, in una guerra civile che durò fino al luglio 1971, giungendo all'espulsione dell'OLP dal paese..
Molti palestinesi si rifugiarono quindi in Libano e questo avrebbe provocato nel 1975 la prima guerra civile libanese.

## Giudizio storico

### Cause dell'esodo
Lo studio delle cause della seconda ondata è fonte del maggior numero di controversie e polemiche riguardanti l'intera guerra del 1948. Non v'è ancora alcun consenso fra gli storici e ancor meno fra i commentatori pro-palestinesi o pro-israeliani. La polemica è tornata di forte attualità negli anni ottanta a seguito degli innovativi e coraggiosi lavori dei Nuovi Storici israeliani, talvolta chiamati post-sionisti, malgrado questa etichetta non piaccia affatto ad alcuni di loro che non intendono esprimersi contro gli ideali del Sionismo, cui ancora intendono riferirsi.
Nel 1988, a seguito dell'apertura degli archivi militari israeliani riguardanti gli anni quaranta, lo storico israeliano Benny Morris ha pubblicato uno studio sul soggetto che egli completerà in seguito: The Birth of the Palestinian Refugee Problem Revisited Morris esamina in particolare i fatti legati all'esodo palestinese, del cui materiale ufficiale ha potuto prendere diretta conoscenza ed elenca l'insieme delle cause che hanno provocato l'esodo, secondo le sue ricerche d'archivio. Se le conclusioni e certe sue analisi sono argomento di confronto storiografico, i fatti non sono però ovviamente soggetti a critica, fondati come sono su documenti ufficiali israeliani dell'epoca.
Fra le cause e gli elementi scatenanti ed acceleranti della seconda ondata di rifugiati, Morris riporta nelle sue conclusioni:
- L'offensiva ebraica. Secondo lui questa è il fattore principale, come dimostrato dal fatto che ogni esodo si produce nei momenti immediatamente successivi a un attacco militare, sia per quanto riguarda le città, nessuna delle quali fu evacuata prima dell'attacco principale dell'Haganah o dell'Irgun, sia per quanto riguarda i villaggi.
- Lo sbriciolamento della società palestinese. In particolare nelle città, il crollo dell'amministrazione, dell'ordine e della legge, i problemi dei rifornimenti, l'isolamento e il logoramento causato dall'azione delle forze ebraiche, contribuiscono a demoralizzare gli abitanti, spingendoli alla partenza.
- La dimissione dei capi. La partenza, all'arrivo dei combattimenti, dei leader politici e militari danno un pessimo esempio alle popolazioni che quindi li imiteranno. Questo fenomeno ebbe luogo principalmente nelle città e non nei villaggi.
- Un effetto valanga. Varie città erano in precedenza cadute e più ancora ne cadranno facilmente in una fase successiva. L'effetto era tanto più notevole quanto più i villaggi dei dintorni erano già caduti, dal momento che l'isolamento generato minava il morale degli abitanti.
- Il fattore atrocità. L'impatto del massacro di Deir Yassin e la descrizione esagerata che ne fu fatta dalle stazioni radio arabe durante l'arco di varie settimane minò il morale degli arabi, in particolare nelle campagne.
- Le espulsioni. Secondo Morris, nessun ordine operativo d'espulsione fu impartito dall'Haganah o dai suoi dirigenti durante questo periodo, ma le operazioni miravano alla distruzione dei villaggi o di gruppi interi di villaggi. Nelle campagne militari ebraiche, fu data la più grande libertà d'azione ai capi militari operanti sul territorio. Le direttive impartite del Piano Dalet dettero loro la possibilità di procedere a espulsioni e alla totale distruzione dei villaggi arabi.
- Gli ordini d'evacuazione. Il Supremo Comitato Arabo e gli Stati arabi intervenuti in Palestina incoraggiarono all'epoca le donne, i bambini e gli anziani a mettersi al riparo dai combattimenti in un luogo sicuro e i comandanti locali ordinarono in numerose occasioni l'evacuazione di villaggi (come quelli intorno a Gerusalemme o lungo la frontiera siriana) ma secondo Morris, nessuna prova esisterebbe degli appelli israeliani alla fuga o alla volontà ebraica di provocare un esodo di massa.

### Analisi e controversie
Vedere anche: Piano Dalet
Benny Morris non propone alcuna causa preliminare per spiegare la seconda ondata dell'esodo palestinese. La considera infatti come dovuta alla contemporanea congiunzione di tutte le cause suddette. Inoltre, egli esclude categoricamente una causa possibile. Secondo il suo modo di vedere, questa seconda ondata "non fu il risultato d'una politica generale, predeterminata, dell'Yishuv" sebbene Morris sottolinei che "essa fu immediatamente vista come un fenomeno da sfruttare" nel contesto dell'"idea del trasferimento [della popolazione palestinese] implicita nel pensiero sionista".
Tali analisi non sono condivise da tutti gli storici o commentatori. Questi ultimi credono generalmente che vi sia una causa preponderante fra quelle citate per spiegare il massiccio esodo di popolazioni palestinesi. Inoltre la visione che Morris ha del Piano Dalet e della tesi del trasferimento è fortemente messa in dubbio.
Nella sua opera La guerre de 1948 en Palestine, Ilan Pappé presenta la controversia e i punti di disaccordo con Morris, quello della storiografia tradizionale e quella degli storici arabi. Come Morris, anch'egli si oppone alla versione degli storici israeliani tradizionali che vedono come causa principale e preponderante dell'esodo palestinese gli ordini di fuga impartiti dal Supremo Comitato Arabo o dai dirigenti dei Paesi arabi. Condivide anche l'opinione di Morris per quanto concerne l'opportunismo di cui dettero prova le autorità ebraiche davanti all'inizio dell'esodo ma solamente per quanto riguarda la prima ondata di rifugiati. In effetti, secondo Pappé, "l'esodo dei Palestinesi, [dalla seconda ondata], è il risultato d'una deliberata azione dei dirigenti sionisti di Palestina". Al di là di quanto detto, condivide l'opinione degli storici palestinesi e, in particolare, quella di Walid Khalidi, secondo cui il Piano Dalet sarebbe stato "un progetto di distruzione della società palestinese".
Nella sua opera Palestine 1948: war, espace and the emergence of the Palestinian refugee problem Yoav Gelber considera per conto suo che la causa principale della seconda ondata di rifugiati fu lo sgretolamento della società araba palestinese che, senza il sostegno amministrativo britannico, era troppo fragile per resistere alle condizioni imposte da una feroce guerra civile. Anche lui contesta la visione degli storici israeliani tradizionali ma respinge la visione degli storici arabi sul Piano Dalet.
Queste analisi, che in buona parte riflettono il dibattito in seno alla scuola dei Nuovi Storici, sono contestate da altri storici ancora, come Efraim Karsh. Secondo quest'ultimo in particolare, "Morris dà una cattiva rappresentazione dei documenti, dà solo citazioni parziali, produce allegati erronei e riscrive documenti originali".
La posizione degli storici che sostengono la tesi d'una volontà determinata dell'Yishuv di espellere i palestinesi è diventata sempre più dura negli ultimi anni. Ilan Pappé parla ormai di pulizia etnica, un termine che, egli stesso sottolinea, ha una definizione giuridica e precisa e che egli associa all'insieme del fenomeno riguardante l'esodo palestinese. 
Secondo Benny Morris, questa radicalizzazione anche terminologica delle opinioni degli storici ha come principale referente Pappé e non si basa su alcun materiale storico; argomento che Pappé rinvia al mittente, dichiarando che le sue analisi sono motivate dalle "sue [di Morris] abominevoli considerazioni razziste per quanto riguarda gli arabi in generale e i palestinesi in particolare".

## Commemorazione
L'espressione Yawm al-Nakba (in arabo يوم النكبة‎?, "Giorno della Nakba"), designa la ricorrenza, commemorata ogni anno il 15 maggio, con la quale le genti palestinesi e lo Stato di Palestina, con altri paesi arabi, rievocano l'estromissione nel 1948 di buona parte degli abitanti arabi della Palestina dai confini dello Stato d'Israele. 
Nel febbraio 2010 la Knesset ha varato una legge che permette al ministero delle finanze di tagliare i fondi pubblici destinati a istituti di vario genere che celebrino la data di dichiarazione d’indipendenza di Israele come un giorno di lutto.